# Захребетное
Захребетное — упразднённый в 1962 году населённый пункт (становище) в Ловозерском районе Мурманской области России. Располагалась на Мурманском берегу Баренцева моря.

## География
Расположен населённый пункт на мысе, между заливами губа Захребетная (к западу) и Западная Щербениха (к востоку), вблизи впадения реки Олёнка в Баренцево море, в 70 км от Териберки)

## История
Возник в 1894 как становище поморов.
Существовала официально с 1894 по 1962 годы.

## Население
Изначально проживали поморы.
- В 1926 году 8 человек
- В 1938 году 167 человек.

## Инфраструктура
В советское время в Захребетном находился рыболовецкий колхоз «Свободный Мурман», специализировавшийся на треске, действовало рыбообрабатывающее предприятие, были начальная школа, амбулаторная и почта, существовала телефонная связь.
Ныне развалины и поморское кладбище. Там же — покинутая пограничная застава.

## Транспорт
Связь с Териберкой осуществлялась морем.